# Petit Eichberg
 (mai 2024).
Le Kleine Eichberg est un sommet boisé de 334 m situé dans le quartier Hietzing de Vienne.

## Géographie

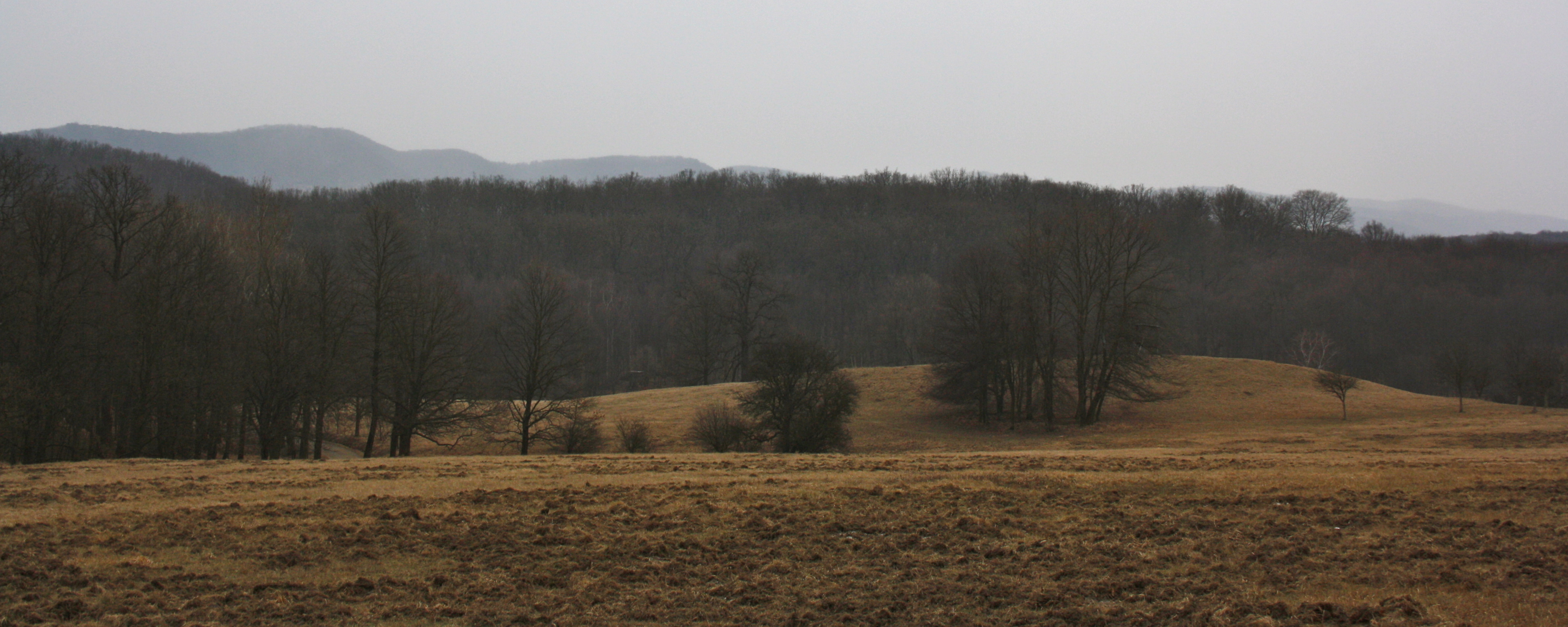
Vue du Kleiner Eichberg en hiver

Le Kleine Eichberg est situé dans la partie sud-ouest de l'arrondissement de Hietzing, à la frontière avec l'arrondissement viennois de Liesing et de la commune de Breitenfurt. Il fait partie du Lainzer Tiergarten avec le Kaiserzipf à l'ouest, le Mittleren Eichberg au nord et le Faßlberg au sud-est. La colline boisée (Mackwald) fait partie des montagnes du Wienerwald, les contreforts nord-est des Alpes orientales.
Le Kleine Eichberg est bordé par deux ruisseaux. D'une part, un ruisseau source du Gütenbach, et le Gütenbach lui-même, qui forme la frontière au sud-ouest.

## Origine du nom
Le Kleine Eichberg doit probablement son nom à ses chênes (Eiche en allemand). Fait intéressant, bien qu'il existe également un Mittleren Eichberg et un Vorderen Eichberg (au sud-ouest), il n'y a pas de Großer Eichberg dans le Lainzer Tiergarten.  

## Source de traduction
- (de) Cet article est partiellement ou en totalité issu de l’article de Wikipédia en allemand intitulé « Kleiner Eichberg » (voir la liste des auteurs).